# Bonanza (Arkansas)
Pour les articles homonymes, voir Bonanza (homonymie).
Bonanza est une municipalité située dans l’État américain de l'Arkansas, dans le comté de Sebastian.

## Histoire
Le 10 octobre 1851, le comté de Sebastian est créé à partir de parties des comtés de Crawford, Polk et Scott (Arkansas), ce qui place Bonanza à l'intérieur de ses frontières. Du charbon a été découvert près de la ligne Arkansas-Oklahoma, à environ 12 miles au sud-est de Fort Smith. La Central Coal and Coke Company a posé des voies dans la région en 1896, dans le cadre du "St. Louis and San Francisco Railway". Bonanza devint la ville de la compagnie. La mine n°10 ne donne pas de bons résultats mais la mine n°12 compte bientôt 144 ouvriers. La mine n°20 employait 185 travailleurs et la mine n°26 76 travailleurs. Les travailleurs et leurs familles sont bientôt assez nombreux et C.C. Woodson dépose une demande d'incorporation. Le 26 novembre 1898, la ville est créée.
Guerre raciale à Bonanza
Environ 200 citoyens organisent une réunion dans le but d'expulser les travailleurs noirs de la ville. Une résolution a été adoptée "exigeant qu'une quarantaine de nègres employés par la Central Coal and Coke Company quittent la ville". Le 30 avril 1904, une fusillade oppose des mineurs blancs et noirs. Environ 500 coups de feu auraient été tirés et l'Arkansas Gazette rapporte le 7 mai que "presque tous les résidents noirs ont quitté la ville".